# Una specie di scintilla
Una specie di scintilla (A Kind of Spark) è una serie televisiva britannico-statunitense-canadese creata da Anna McCleery, basata sul romanzo Una specie di scintilla di Elle McNicoll.

## Trama
Addie è un'adolescente autistica che lotta per avere un memoriale commemorativo nel suo villaggio, Juniper, per le donne che sono state accusate e uccise per stregoneria nell'XVI secolo.

## Episodi
| Stagione         | Episodi | Pubblicazione originale | Pubblicazione Italia |
| ---------------- | ------- | ----------------------- | -------------------- |
| Prima stagione   | 10      | 31 marzo 2023           | 2 aprile 2024        |
| Seconda stagione | 10      | 26 aprile 2024          | Inedita              |

## Produzione
La serie è stata girata a Knutsford, nel Cheshire. Nella serie sono presenti diversi attori neurodivergenti come gran parte del team di produzione.

## Distribuzione
La serie ha debuttato il 31 marzo 2023 su BBC iPlayer nel Regno Unito, seguita da una prima di rete su CBBC e BYU Television. Il 15 ottobre 2023 la serie è stata confermata per una seconda stagione. Il 2 aprile 2024, nella Giornata mondiale per la consapevolezza sull'autismo è stato confermato che la seconda stagione sarebbe stata trasmessa in anteprima il 26 aprile nel Regno Unito e il 28 aprile negli Stati Uniti.

## Riconoscimenti
- Children's and Family Emmy Awards
  - 2023 – Candidatura al Outstanding Casting[5]
- Festival della Rosa d'oro
  - 2023 – Candidatura al Children and Youth[6]